# Lac Lamb
Le lac Lamb est un plan d'eau situé au nord de Rapides-des-Joachims, dans le territoire non-organisé du Lac-Nilgaut, Pontiac, Québec, Canada. Il est fermé par un petit barrage apparentent à Waltham Énergie et sert de réservoir pour la production d'électricité. Il se décharge par le ruisseau Lamb vers le lac Forant avant de rejoindre la rivière Noire. 